# Eudorylaimus noterophilis
Eudorylaimus noterophilis är en rundmaskart som beskrevs av Tjepkema, Ferris, Ferris 1971. Eudorylaimus noterophilis ingår i släktet Eudorylaimus och familjen Dorylaimidae. Inga underarter finns listade i Catalogue of Life.